# Adam Hakeem
Adam Hakeem (* 17. März 1997 in Singapur), mit vollständigen Namen Muhammad Adam Hakeem bin Mohamad Nazri, ist ein singapurischer Fußballspieler.

## Karriere
Adam Hakeem erlernte das Fußballspielen in der Jugendmannschaft von Geylang International sowie in der Mannschaft der National Football Academy. Seinen ersten Vertrag unterschrieb er am 1. Januar 2018 bei den Young Lions. Die Young Lions sind eine U23-Mannschaft, die 2002 gegründet wurde. In der Elf spielen U23-Nationalspieler und auch Perspektivspieler. Ihnen soll die Möglichkeit gegeben werden, Spielpraxis in der ersten Liga, der Singapore Premier League, zu sammeln. Für die Young Lions absolvierte er zehn Erstligaspiele. Vom 1. Juli 2018 bis 15. Oktober 2020 absolvierte er seinen Militärdienst. Nach dem Militärdienst nahm ihn der Erstligist Geylang International unter Vertrag.